# Werkeiland

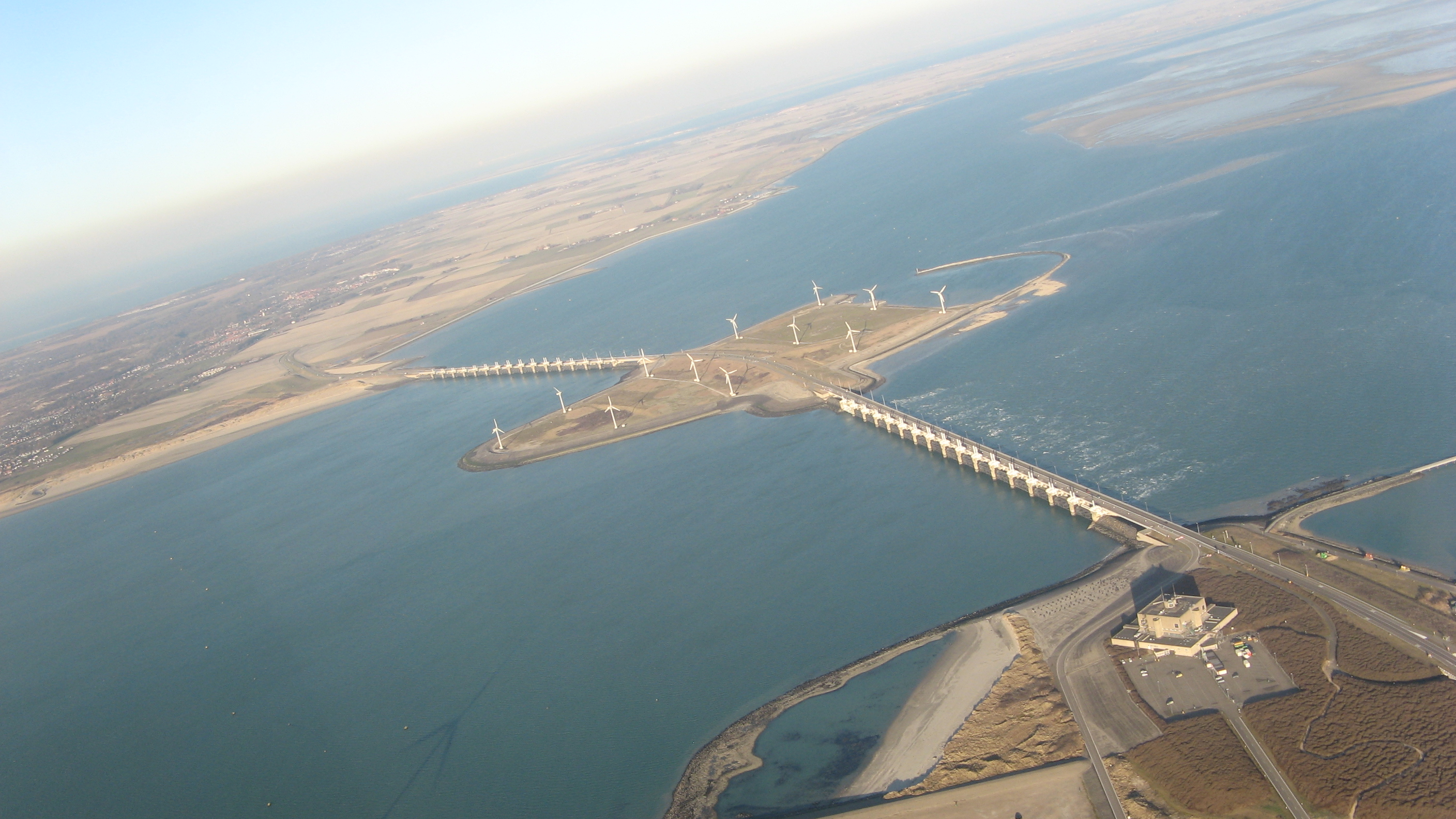
Werkeiland Neeltje Jans in de Oosterschelde

Een werkeiland is een kunstmatig eiland dat gewoonlijk wordt gevormd door in het water een ringdijk aan te leggen en het water hieruit weg te pompen. Vaak wordt een werkeiland op een zandplaat aangelegd.
Het drooggelegd gebied wordt vervolgens gebruikt om er werkzaamheden op te verrichten, die gewoonlijk waterbouwkundig van aard zijn, zoals de aanleg van een sluizencomplex of een tunnel. Vaak wordt een werkeiland na voltooiing van de werkzaamheden weer onder water gezet, maar soms ook krijgt het een andere functie, bijvoorbeeld een toeristische. 
Bekende werkeilanden zijn:
- Breezand, aan de Afsluitdijk
- Kornwerderzand, aan de Afsluitdijk
- Neeltje Jans, aangelegd ten behoeve van de Oosterscheldekering
- Werkeiland Lelystad-Haven